# کنستانس جی چنگ هاسناین
کنستانس جی چنگ هاسناین (انگلیسی: Constance J. Chang-Hasnain؛ زادهٔ ۱ اکتبر ۱۹۶۰) دانشمند در زمینه مهندسی برق است.
وی همچنین برندهٔ جوایزی همچون عضو پیوسته انجمن مهندسان برق و الکترونیک و کمک‌هزینه گوگنهایم شده‌است.